# Milana Terloeva
Milana Bakhaeva (en txetxè: Милана Бахаева) (Orekhovo, Txetxènia, 30 de desembre del 1979), més coneguda pel seu pseudònim Milana Terloeva, és una periodista txetxena.